# Malaxis melanotoessa
Malaxis melanotoessa är en orkidéart som beskrevs av Victor Samuel Summerhayes. Malaxis melanotoessa ingår i släktet knottblomstersläktet, och familjen orkidéer.
Artens utbredningsområde är Liberia. Inga underarter finns listade i Catalogue of Life.